# Армін Пауль Франк
А́рмін Па́уль Франк (нім. Armin Paul Frank; * 16 червня 1935, Брно) — німецький англіст.

## Біографія
У Франкфуртському університеті вивчав англістику, 25 липня 1962 року захистив там докторську дисертацію та одержав науковий ступінь Dr. філ. Двічі був стипендіатом в Єльському університеті. 1970 року був призначений повним професором у Берліні. У 1975 році він став професором Геттінгеніського університету. У 1984 році працював запрошеним професором в Університеті штату Пенсільванія.
Армін Пауль Франк був засновником і директором Центру спеціальних досліджень Геттінгена (SFB) 309 «Літературний переклад» (1985—1996) та ініціатором SFB 529 «Інтернаціональність національних літератур» (з 1997 року). У 2000 році був емеритований.

## Вибрані праці
- Das englische und amerikanische Hörspiel. München 1981, ISBN 3-7705-1977-9.
- T. S. Eliot criticism and scholarship in German. A descriptive survey 1923—1980. Göttingen 1986, ISBN 3-525-85458-7.
- Off-canon pleasures. A case study and a perspective. Göttingen 2011, ISBN 978-3-941875-95-1.
- Auch eine kopernikanische Wende? Übersetzungsbegriffe französisch, englisch, deutsch — 1740er bis 1830er Jahre. Göttingen 2015, ISBN 3-8471-0307-5.